# دیگو کلیموویچ
دیگو کلیموویچ (انگلیسی: Diego Klimowicz؛ زادهٔ ۶ ژوئیهٔ ۱۹۷۴) بازیکن فوتبال اهل آرژانتین است.
از باشگاه‌هایی که در آن بازی کرده‌است می‌توان به باشگاه فوتبال وولفسبورگ، باشگاه فوتبال بوخوم، باشگاه فوتبال لانوس، باشگاه فوتبال بروسیا دورتموند، باشگاه فوتبال رایو وایکانو، و باشگاه فوتبال رئال وایادولید اشاره کرد.